# 57戰防砲

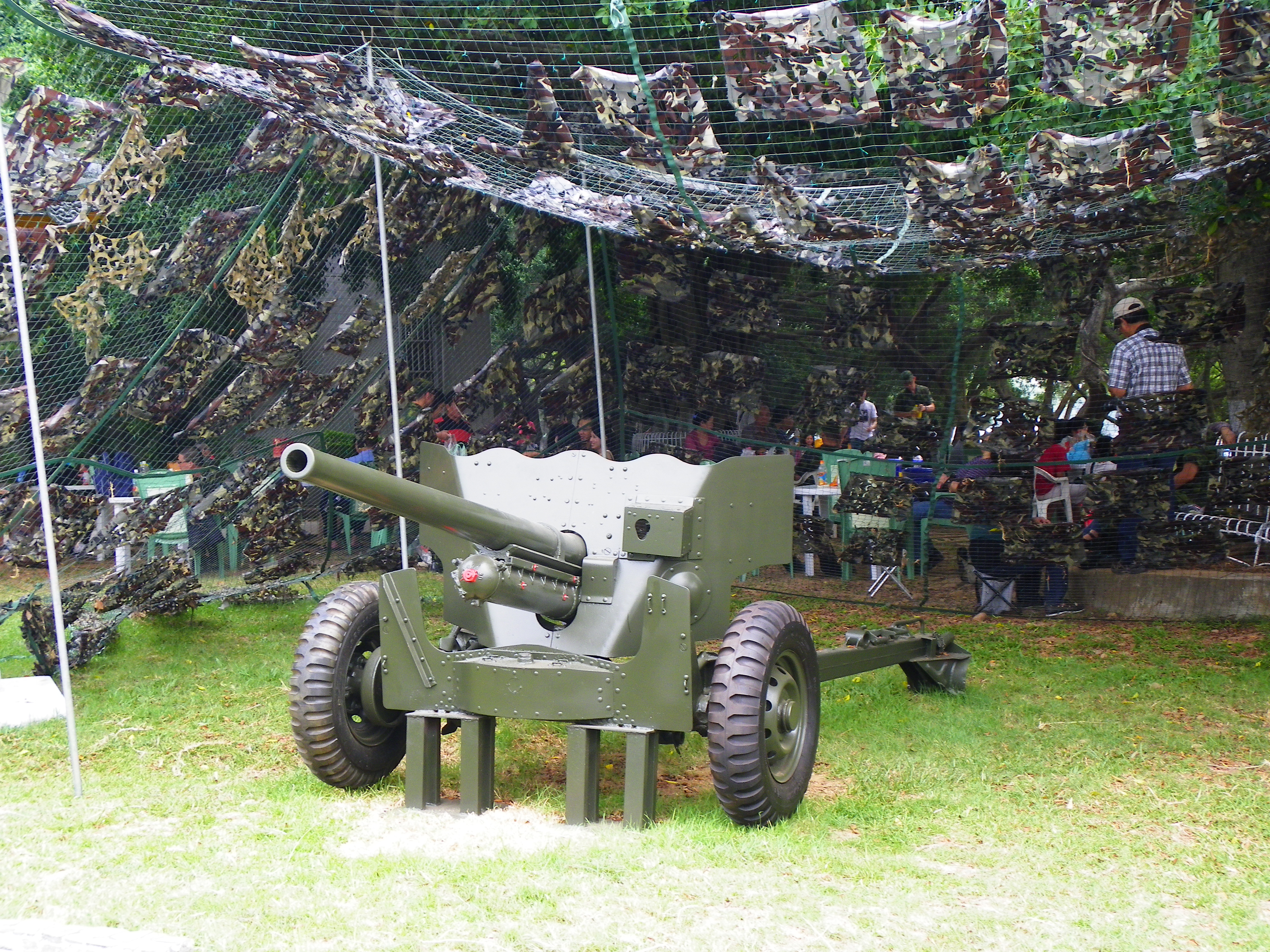
固定於成功嶺野戰炮兵陣地展示的中華民國陸軍57戰防砲

此砲基本上是美軍仿造英軍的所製造的QF 6磅砲，之後將其命名57mm M1。

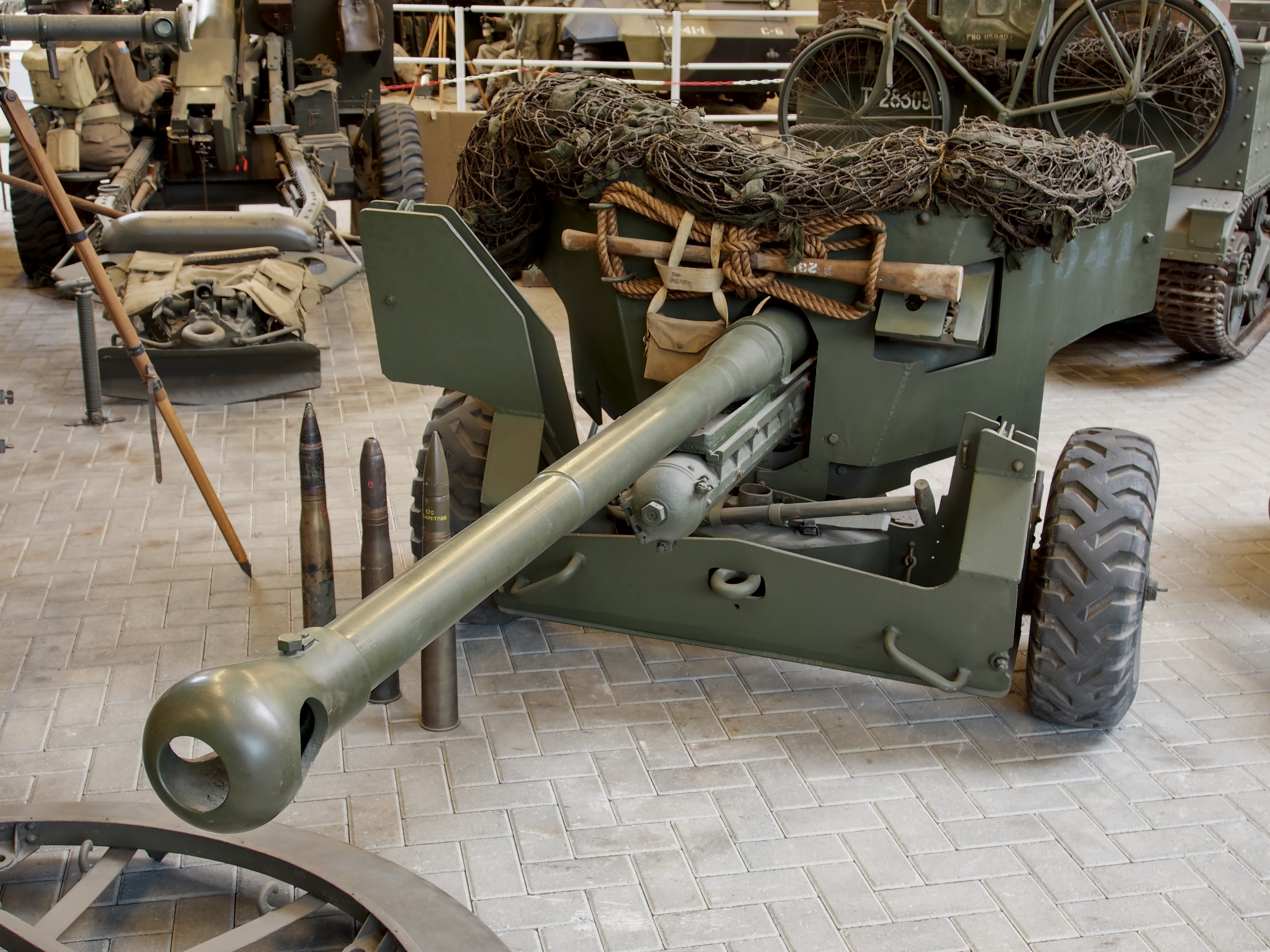
英國陸軍的QF 6磅砲

1950年時美軍將400門57mm M1援助予中華民國，中華民國將此砲稱為M1式57公釐反坦克砲，通稱57戰防砲，已退役。

## 參見

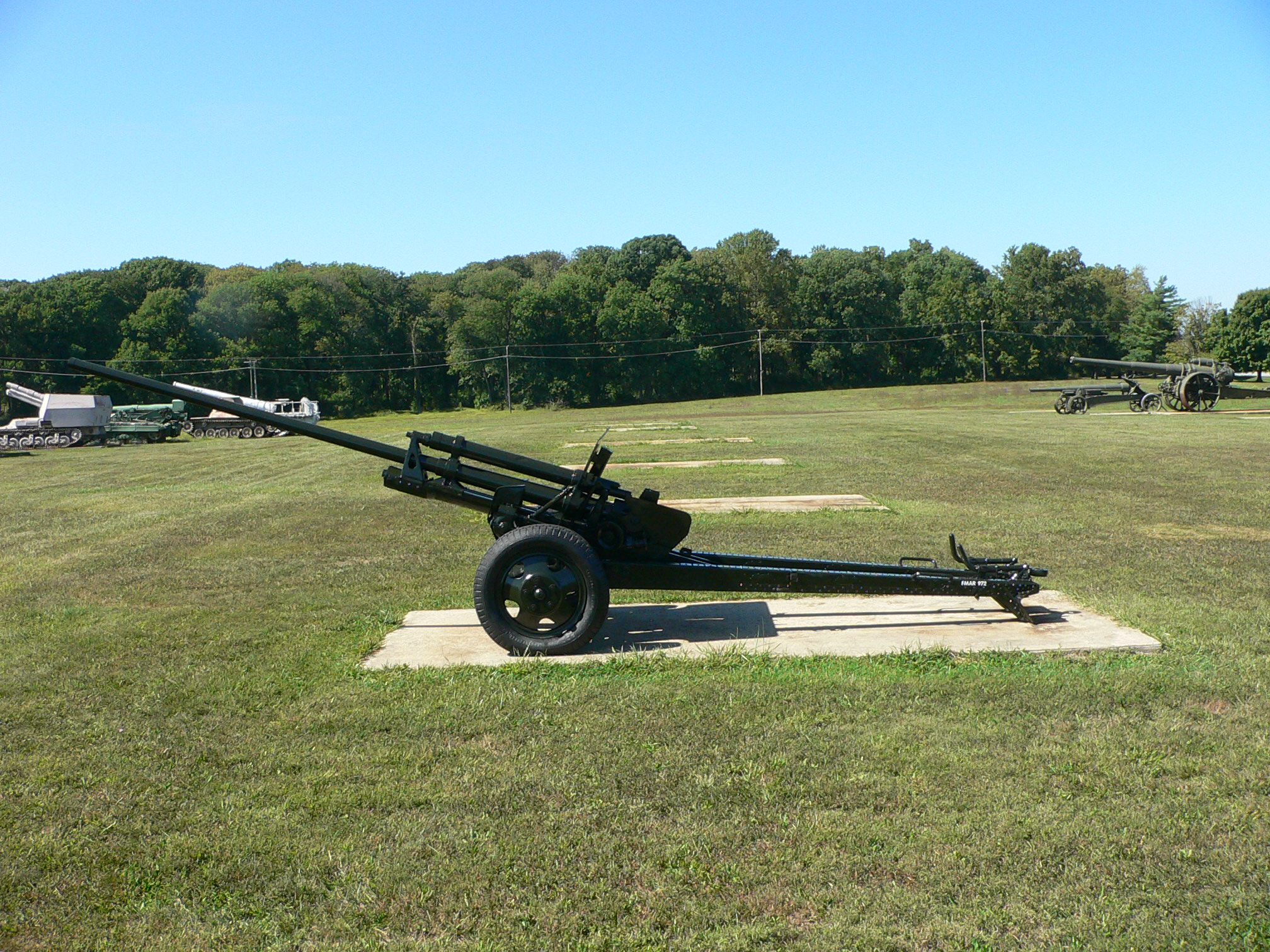
1941型的57毫米ZiS-2反坦克炮